# Bouna
Bouna este o comună oraș din regiunea Bounkani, Coasta de Fildeș.